# Асташкіна Марія Олексіївна
Асташкіна Марія Олексіївна (рос. Мария Алексеевна Асташкина; нар. 5 квітня 1999) — російська плавчиня.
Призерка Чемпіонату Європи з плавання на короткій воді 2015 року.
Чемпіонка світу з плавання серед юніорів 2015 року.